# Зірка Дніпра

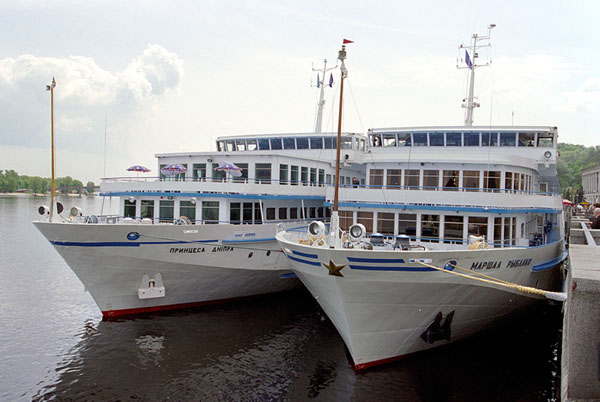
Принцеса Дніпра та Маршал Рибалко

Зірка Дніпра (до 2005 року— «Маршал Рибалко»  — український річковий круїзний чотирипалубний теплохід. Теплохід був побудований у 1988 році в місті Бойценбург (НДР, зараз — Німеччина) за проектом 302 «Дмитро Фурманов». Порт приписки — Херсон.
Власник і оператор — створена у 1990 р. компанія «Червона Рута», один із лідерів змішаних круїзів Дніпром та Чорноним морем, яка здійснює популярні сезонні маршрути (травень-жовтень) в Україні — круїзи рікою Дніпро на ділянці Київ — Херсон та змішані круїзи «ріка-море» (Київ — Севастополь — Одеса).
В компанії є такі чотирипалубні теплоходи: «Академік Глушков», «Генерал Ватутін» і «Зірка Дніпра», розраховані на 280—320 пасажирів. Основні напрями круїзів: Київ — Севастополь — Одеса, Одеса — Севастополь — Київ, Київ — Севастополь — Одеса — Київ. Вони проходять через Канів, Кременчук, Запоріжжя, Херсон, Севастополь, Одесу.
Капітан «Зірки Дніпра» (2012) Володимир Біленко.